# Standardul Federal 1037C
Standardul Federal 1037C, intitulat Telecomunicații: Glosar de Termeni de Telecomunicații, este un standard federal american emis de Administrația Generală de Servicii în conformitate cu Legea privind Proprietatea Federală și Serviciile Administrative din 1949, cu modificările ulterioare.
Acest document oferă departamentelor și agențiilor federale o sursă cuprinzătoare de definiții ale termenilor utilizați în telecomunicații și în domeniile direct conexe de către specialiștii în telecomunicații guvernamentali și internaționali.
Ca publicație a guvernului SUA, pregătită de o agenție a guvernului SUA, se pare că este disponibilă în cea mai mare parte ca resursă dedomeniul public, dar unele elemente sunt derivate din surse protejate prin drepturi de autor: în acest caz, există o atribuire a sursei.
Acest standard a fost înlocuit în 2001 de standardul american național T1.523-2001, Telecom Glossary 2000, publicat de ATIS. Standardul vechi este încă frecvent utilizat, deoarece noul standard este protejat prin drepturi de autor, ca de obicei pentru standardele ANSI.
Un standard propus mai recent este „ATIS Telecom Glossary 2011”, ATIS-0100523.2011.